# Àcid dicloroacètic
L'àcid dicloroacètic és un compost químic que té com a fórmula CHCl2COOH. És un àcid, un anàleg de l'àcid acètic, en el qual s'han substituït dos dels tres àtoms d'hidrogen del grup metil per àtoms de clor. Té diverses aplicacions pràctiques. Les sals i els èsters de l'àcid dicloroacètic s'anomenen dicloroacetats.

## Estat natural

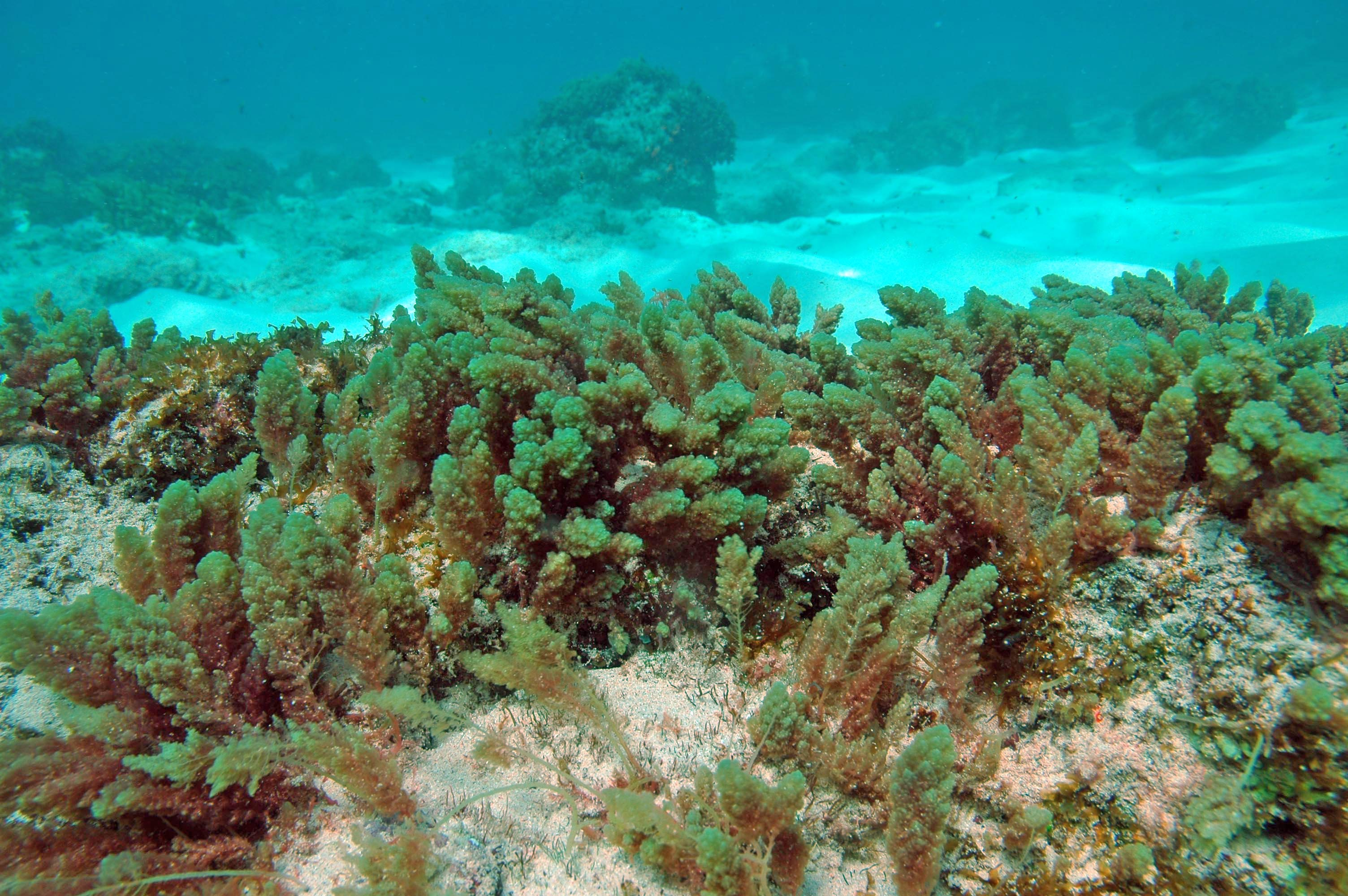
Asparagopsis taxiformis.

S'ha demostrat que l'àcid dicloroacètic és present a la natura en almenys una alga marina, Asparagopsis taxiformis. És un producte traça de la cloració de l'aigua potable i és produït pel metabolisme de diverses drogues o composts químics que contenen clor.

## Propietats
L'àcid dicloroacètic és un líquid clar incolor, corrosiu i combustible amb una olor picant, amb una densitat d'1,563 g/mL a 25 °C. La massa molecular és de 128,94 g/mol, el punt de fusió és de 9–11 ℃ i el punt d'ebullició és 194 ℃. L'índex de refracció val 1,4659. És estable, incompatible amb agents oxidants forts, bases fortes, agents reductors forts, és soluble en l'aigua i protegeix de la humitat.

## Preparació
L'àcid dicloroacètic normalment es prepara mitjançant la reducció de l'àcid tricloroacètic. També es prepara a partir d'hidrat de cloral per reacció amb carbonat de calci i cianur de sodi en aigua, seguida d'acidificació amb àcid clorhídric, o es pot obtenir passant acetilè a través de solucions d'àcid hipoclorós.

## Usos
Quimioablació tòpica
L'àcid tricloroacètic s'empra en tractaments cosmètics (com ara peelings químics i eliminació de tatuatges) i com a medicació tòpica per a la quimioablació de berrugues. També pot matar cèl·lules normals.
Atac de cor

El DCA s'ha investigat com a tractament per a la recuperació postisquèmica. També hi ha proves que el DCA millora el metabolisme mitjançant l'estimulació de la producció de NAD, però pot conduir a un esgotament de NAD a la normòxia.

Pictograma de perill pel medi ambient.

## Toxicitat

Pictograma corrosiu.

Com a àcid amb un pKa d'1,35, l'àcid dicloroacètic pur es classifica com un àcid orgànic fort; és molt corrosiu i extremadament destructiu per als teixits de les membranes mucoses i el tracte respiratori superior per inhalació. S'observà toxicitat ocular en gossos beagle que foren tractats durant 13 setmanes amb una dosi aproximada de 1100 mg/kg de pes corporal DCA a l'aigua de consum.
El DCA és un contaminant comú dels ecosistemes aquàtics. Es realitzà un estudi per investigar els efectes fitotòxics potencials en macròfits arrelats i flotants (Myriophyllum spicatum, M. sibiricum i Lemna gibba). Els punts finals de la planta més sensibles eren la massa humida i la longitud de la planta.